# Ingrid Sander
Íngrid Sander (Caracas, 12 de marzo de 1937) es una esgrimista venezolana. 

## Carrera deportiva
Compitió en los eventos femeninos de florete individual y por equipo en los Juegos Olímpicos de Roma 1960.